# Palpomyia vittata
Palpomyia vittata är en tvåvingeart som beskrevs av Clastrier, Roiux och Descous 1961. Palpomyia vittata ingår i släktet Palpomyia och familjen svidknott. Inga underarter finns listade i Catalogue of Life.